# Ferrari F430
A Ferrari F430 é um modelo de carro desportivo produzido pela Ferrari. Apresentado no Paris Motor Show de 2004, foi o sucessor do 360 (que por sua vez era o sucessor do F355). O F430 foi sucedido pelo 458, que foi apresentado em 28 de julho de 2009.

## Aspectos gerais
O chassi do F430 é baseado pesadamente em seu predecessor, o 360. Internamente, ambos são citados como o mesmo modelo (F131), mas para os mais íntimos, o carro é conhecido simplesmente como o Evo.

### Design
O design do F430 foi desenvolvido em conjunto pela Ferrari e pelo estúdio Pininfarina. O estilo se inspira em antigos carros de corrida, com destaque para o modelo 1961, campeão do mundo de Fórmula 1 com Phil Hill, e também nos modernos - na traseira, ele é uma cópia reduzida do modelo Enzo. Segundo a Ferrari, a aerodinâmica recebeu prioridade sobre o visual. A carroceria foi esculpida em túnel de vento, de modo a se obter um bom coeficiente aerodinâmico (Cx), elevada pressão contra o solo (down force) e fluxo de ar suficiente para resfriar freios e motor.

### Motor
Em relação ao antecessor F360, o novo V8 cresceu 20% no deslocamento, encolheu nas dimensões externas e ganhou apenas quatro quilogramas de massa. Contribuíram para isso novos materiais e componentes de tamanho reduzido (como o cárter seco e a embreagem de diâmetro menor). O sistema de admissão foi aperfeiçoado com o uso de dutos e válvulas de dimensões iguais às dos motores da Fórmula 1. Comandos de válvulas são continuamente variáveis para admissão e escape e acionados por um sistema hidráulico de alta pressão. A curva de potência é quase uma reta (com uma inclinação de 60 graus em relação ao eixo x). E a de torque corre paralela à de potência até atingir seu ponto máximo. A 3500 rpm tem-se 23% da potência e 80% do torque. A potência máxima de 490 cavalos chega a 8500 rpm e o torque máximo de 47,4 mkgf a 5250 rpm. Na pista, o desempenho é fora do comum. Segundo a Ferrari, o V8 acelera os 1450 quilos do F430, de 0 a 100 km/h, em apenas 4 segundos. E a velocidade máxima chega aos 315 km/h. Com todo esse rendimento, o motor é capaz de atender aos limites de emissões das normas europeia (Euro 4) e americana (LEV2).

### Freios
Os freios do F430 foram projetados com a colaboração da Brembo. O resultado foi uma nova liga do ferro fundido para os discos. A nova liga inclui o molibdênio que tem um melhor desempenho na dissipação de calor. Uma outra opção que a Ferrari está fornecendo é a de discos carbono-cerâmicos. A cerâmica tem uma resistência ao calor muito mais elevada do que metais, dando, assim, não somente um bom desempenho aos freios do F430, mas também uma vida útil mais longa. A Ferrari diz que os freios não se desgastam mesmo depois que 300-350 voltas no Circuito de Fiorano, sua pista de testes.

## Inovações Tecnológicas

### Manettino

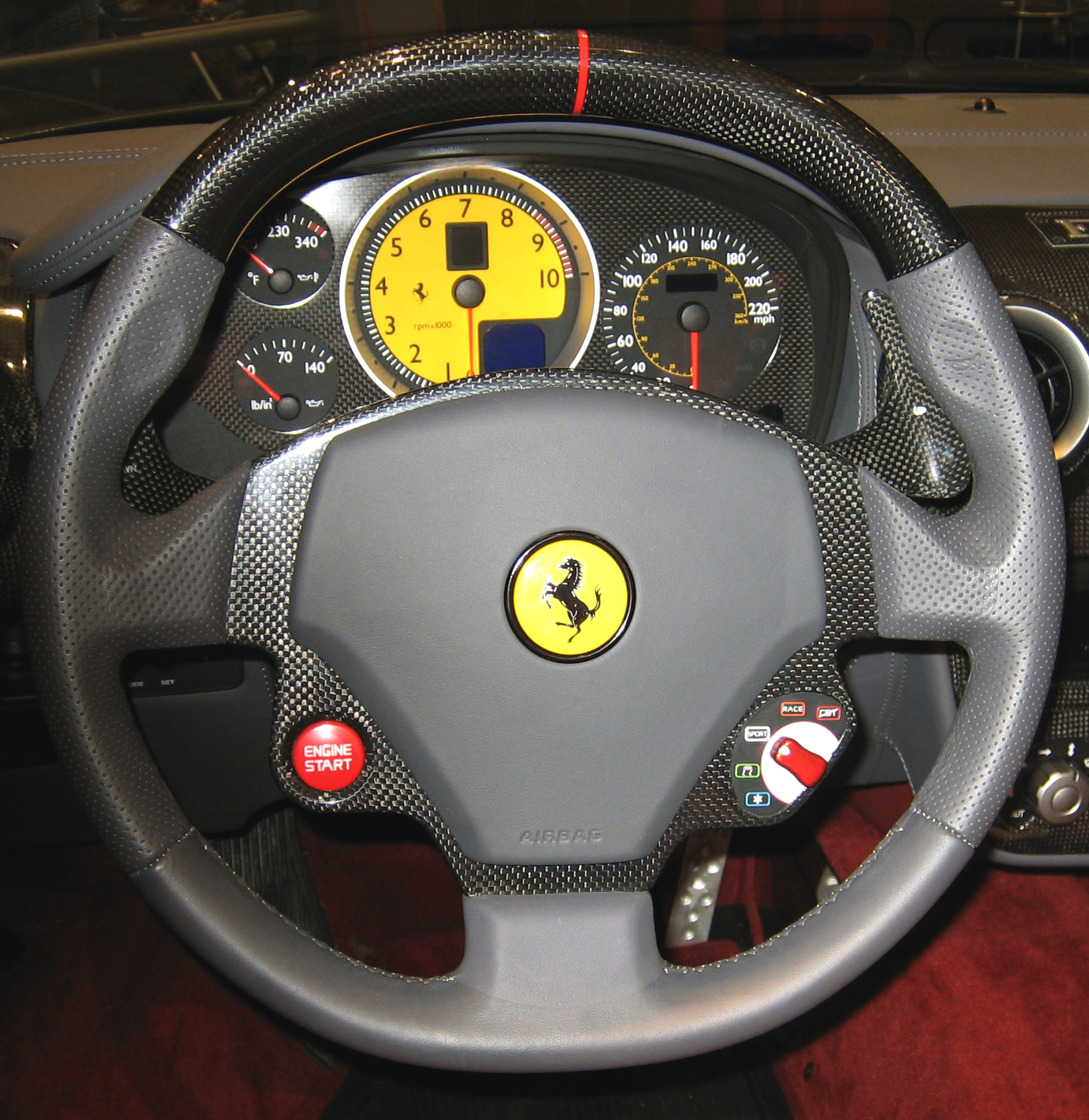
O manettino, na parte inferior direita do volante

O volante do F430 é uma síntese dos que estão nos Ferrari de Fórmula 1, pilotadas por Felipe Massa e Fernando Alonso. Nas pistas de corrida os pilotos contam com diversos seletores que ajustam parâmetros como tempo de troca de marchas, controle do diferencial e abertura da borboleta. Nas ruas, os motoristas têm a opção de cinco programas que regem o comportamento do carro, interferindo na suspensão, na transmissão e nos demais controles eletrônicos. Fora das pistas, não faz sentido regular individualmente cada função do carro, como a distribuição de torque entre as rodas, por exemplo, a cada curva. O seletor de modos de condução foi batizado pela Ferrari como "Manettino".
Os programas desenvolvidos para o F430 proporcionam diferentes graus de esportividade, ao gosto do motorista. Mas a Ferrari recomenda que a seleção do Manettino respeite as condições de aderência das vias.
No primeiro modo, chamado Ice (gelo, representado por um floco de neve), a intervenção dos sistemas eletrônicos é total. O câmbio entra no modo automático, com trocas suaves e sem esticar as marchas, e o controle de estabilidade e tração (CST) trabalha da forma mais segura possível. Essa opção deve ser usada quando se roda sobre neve ou gelo.
O segundo modo, Bassa Aderenza (baixa aderência, representado por uma sinalização de pista escorregadia), o câmbio pode ser usado no modo manual, mas o CST ainda se mantém precavido. É o ideal para uso em pista molhada.
O terceiro modo, intermediário, é o padrão do carro. Batizado pela Ferrari de "Sport", com ele ocorre o melhor compromisso entre estabilidade e desempenho. Em relação aos anteriores, a suspensão adquire um comportamento mais esportivo e o CST se torna mais tolerante, recomendado apenas para pista seca.
No quarto modo, é para quando se busca uma direção mais esportiva, chamado Race (corrida). Essa, segundo o fabricante, deve ser usada somente em circuitos fechados, onde o desempenho do carro pode ser desfrutado sem maiores riscos. O câmbio reduz o tempo das trocas de marchas, o CST só interfere em situação de risco e a .
No quinto modo (representado pela sigla CST riscada), o controle eletrônico de estabilidade, tração e de diferencial não operam, apenas o ABS permanece ativo. Nessa modalidade, entra em operação um programa fixo padrão para condições de máximo desempenho. O câmbio e a suspensão permanecem configurados com o comportamento do modo anterior.

### E-Diff
A eletrônica já foi acusada de inibir o prazer de dirigir um esportivo com intervenções arbitrárias. Mas o F430 é a prova de que a tecnologia evoluiu e se tornou aliada de quem gosta de acelerar mais fundo. Além da suspensão, do câmbio e do manettino que comanda o comportamento do carro, o F430 dispõe de um controle de largada, semelhante ao dos carros da F-1. Com esse dispositivo acionado, o motorista pode elevar o giro do motor a até 7000 rpm antes de soltar o pé do freio e liberar o carro para arrancar. E o que dizer do E-Diff, que distribui continuamente o torque do motor para as rodas sem perdas? Sua ação foi decisiva para que o F430 baixasse em 3 segundos o tempo da volta em Fiorano, em comparação com seu antecessor, o F360. A volta caiu de 1 minuto e 30 segundos para 1 minuto e 27 segundos (o circuito tem 2976,4 metros de extensão). Para permitir que os pilotos contornem o circuito em maior velocidade, o E-Diff usa e abusa da eletrônica. Ele monitora a posição do pedal do acelerador, o ângulo de esterçamento do volante, a rotação da carroceria em relação a seu eixo vertical e a diferença de rotação entre as rodas.

## F430 Spider

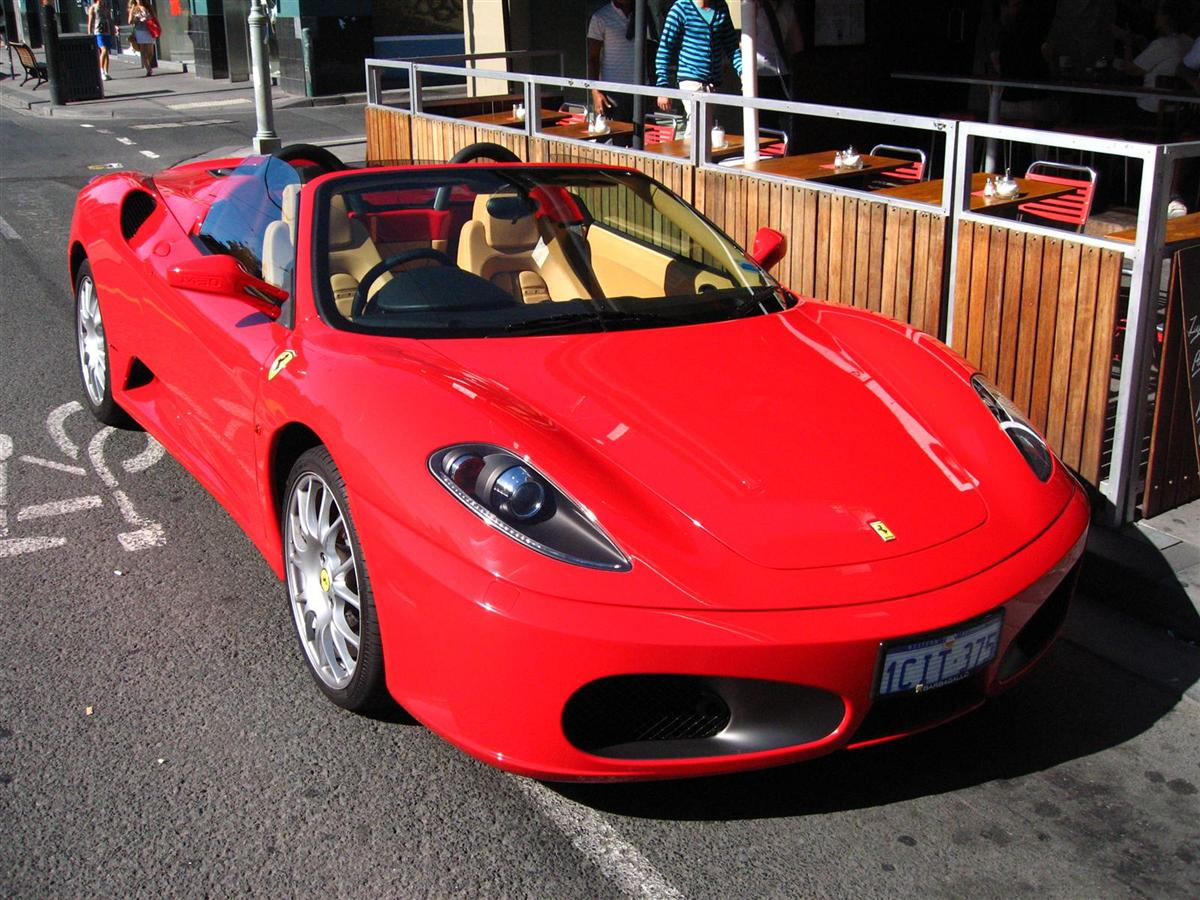
Ferrari F430 Spider

Desenhado pelo estúdio Pininfarina, o carro passou por simulações de aerodinâmica com os mesmos programas usados pelos modelos de Fórmula 1, garante a empresa.
A Spider traz recursos como o diferencial eletrônico e o manettino, o seletor no volante que
permite ajustar facilmente diversos sistemas do veículo. Não poderia faltar a cobertura de vidro que deixa o motor central aparente.
A mecânica do conversível é a mesma do cupê: motor V8 de 4,3 litros e aspiração natural, potência de 490 cv a 8.500 rpm e torque de 47,4 m.kgf a 5.250 rpm. A Ferrari anuncia máxima de 310 km/h e 0–100 km/h em 4,1 segundos.

## Versões especiais

### Ferrari F430 Scuderia

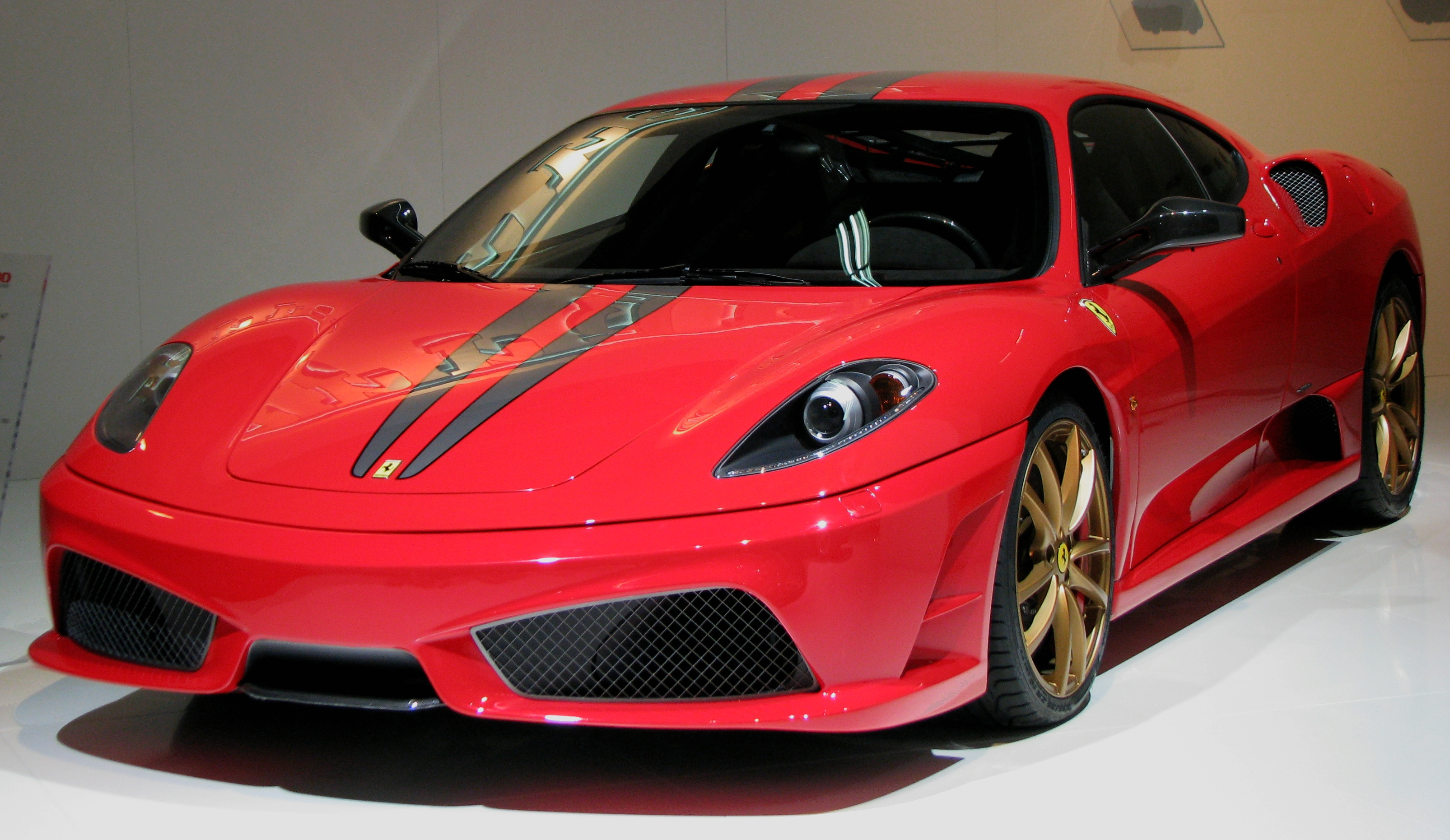
Ferrari F430 Scuderia

Servindo como o sucessor 360 Challenge Stradale, o Scuderia, revelado por Michael Schumacher no Salão do Automóvel de Frankfurt 2008, promete competir com carros como Porsche-RS e o Lamborghini Gallardo SE, é 115 kg mais leve do que o F430 padrão e o motor é 22,3 cv mais potente (agora são 513,1 a 8550 RPM). Assim a relação do peso-potência foi reduzida de 2.93 kg/cv para 2.35 kg/cv. Além do peso reduzido, a transmissão manual seqüencial da Scuderia ganha o software melhorado de “Superfast III” por deslocamentos mais rápidos em 55 milissegundos. Um novo sistema combina o controle da tração e da estabilidade da F1-Track com o diferencial eletrônico de E-Drifft.

### Ferrari F430 Challenge

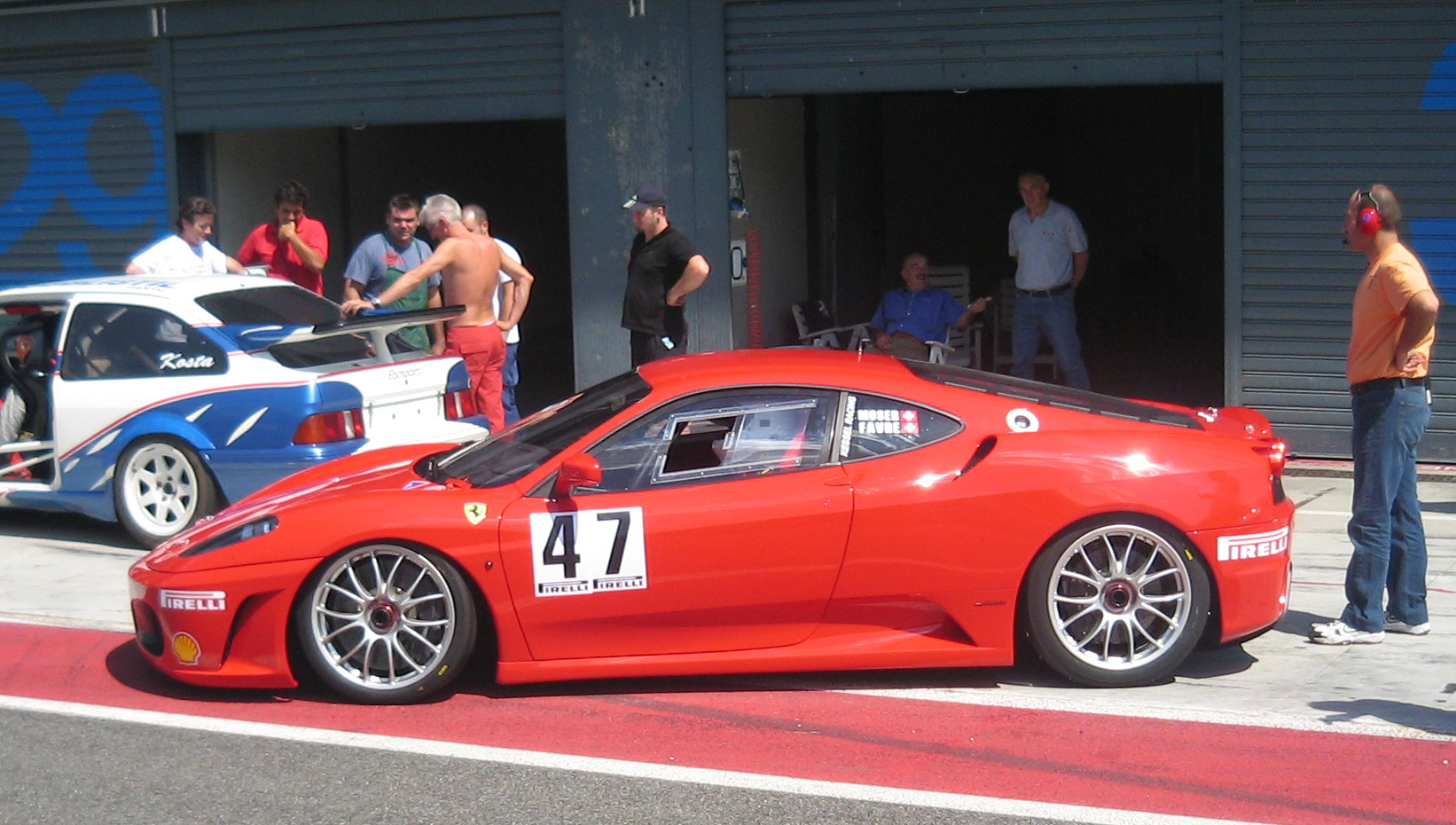
Ferrari F430 Challenge

É a versão de corrida do F430 sem alterações no motor. Compete na categoria interna Ferrari Challenge Trofeo Pirelli. Curiosamente, a versão anterior 360 Challenge ainda não foi retirada da categoria. O peso foi reduzido dos 1.450 kg do original para 1.225 kg nesta versão, 8 cilindros em "V", chega até 336 km/h e chega de 0 a 100 km/h em apenas 3,8s. Também é chamado de Ferrari F430 Pista.

### Ferrari F430 GT2

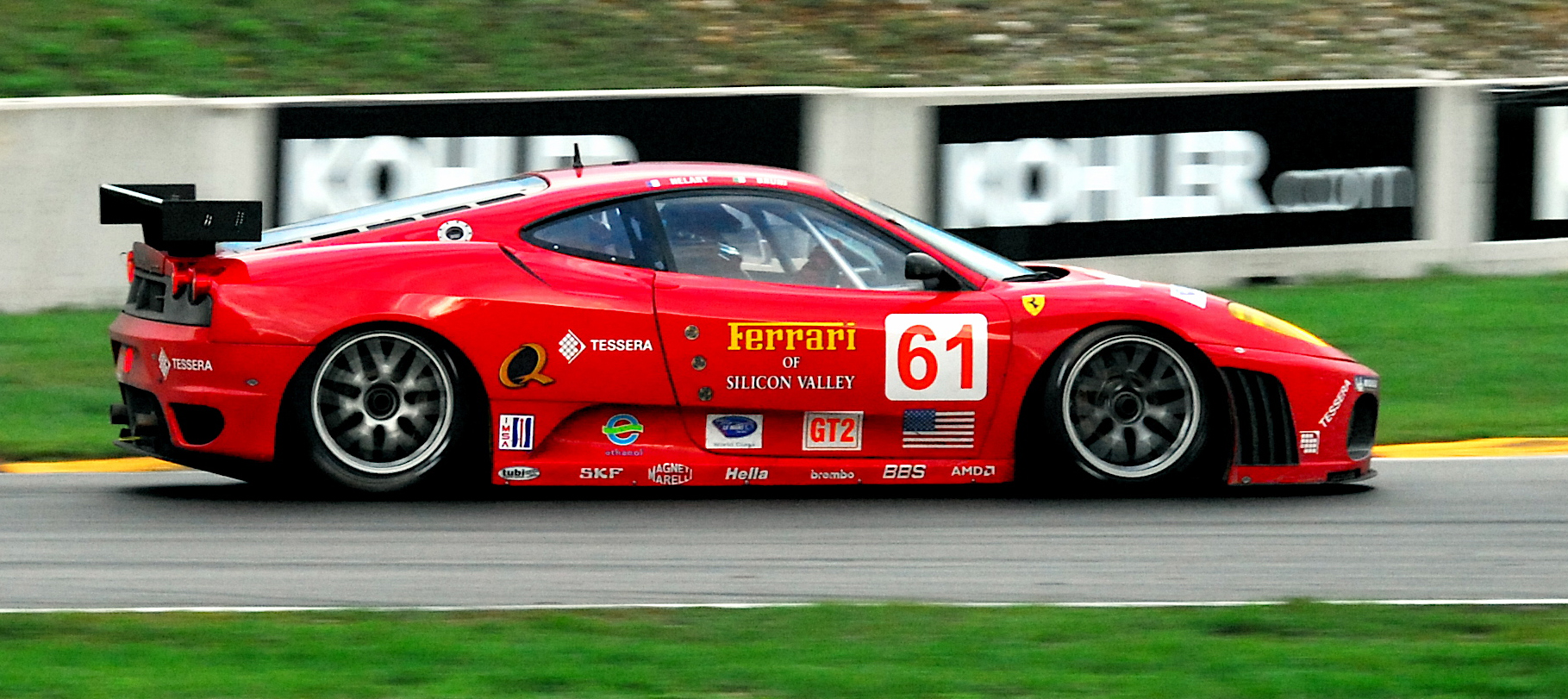
Ferrari F430 GT2 no American Le Mans Series

Construído para substituir os 360 GTC em 2006, o GT2 é um carro de competição projetado para correr na classe GT2 internacional, como na American Le Mans Series, Le Mans Series, e FIA GT Championship. Os F430 GT2s competem também nas 24 horas de Le Mans. É a mais rápida versão do F430.

### Ferrari F430 GT3
Baseado originalmente no F430 Pista, o F430 GT3 é um carro de corrida especialmente projetado para o FIA GT3 European Championship, mas usado também em outros campeonatos nacionais de GT. É mecanicamente similar ao F430 Pista, contudo tem aerodinâmica melhor e maiores entradas e saídas de ar.

### Ferrari F430 Scuderia Spider 16M
Versão conversível do 430 Scuderia. O nome é uma homenagem ao 16º título de construtores da Ferrari na Fórmula 1. Tem as mesmas características mecânicas do 430 Scuderia cupê e peso reduzido em 80 kg em relação ao Spider básico, indo para 1.440 kg. Com isso, o carro vai de 0 a 100 km/h em 3,7 segundos e atinge 315 km/h de velocidade máxima. O Scudera Spider 16M vem com um novo sistema de áudio associado a um iPod Touch Ferrari de 16 GB. O modelo foi limitado a 499 exemplares cada um com configuração única. Todos vêm com uma placa de prata no painel que informa a exclusividade do modelo e uma outra atrás que comemora o título de 2008

## F430 na cultura popular
- O F430 é o carro da capa do jogo Project Gotham Racing 3. O carro também aparece em Sega Outrun 2006: Coast 2 Coast como um dos veículos escondidos. As versões Scuderia e Spider aparecem em Test Drive: Unlimited.
- No filme Carros, produzido pela Pixar, aparece um F430 com o nome de Michael Schumacher, que forneceu sua voz para o carro.
- Um F430 aparece no começo do clip da música de Show Me What You Got, de Jay-Z com Dale Earnhardt Jr. dirigindo e o rapper no banco do passageiro. Danica Patrick aparece num Pagani Zonda no mesmo, que é passado em Monte Carlo.
- A Lego produz uma réplica do Ferrari F430 em escala de 1:17 com ou sem logos de corrida.
- A Hot Wheels faz miniaturas das versões cupê e Spider em escala 1:18.
- O F430 é usado em jogos de videogame populares, tais como Forza Motorsport 2 e Gran Turismo 5: Prologue.
- Um F430 vermelho apareceu no começo do vídeoclip da música de Rihanna, Shut Up and Drive.
- A Candide faz carrinhos de Controle remoto do Ferrari F430 Spider.